# چهل و دومین جوایز برگزیده مردم
چهل و دومین جوایز برگزیده مردم با تقدیر از بهترین آثار در فرهنگ مردمی در سال ۲۰۱۵، در ۶ ژانویه ۲۰۱۶ در تئاتر مایکروسافت در لس آنجلس، کالیفرنیا با پخش زنده در سی‌بی‌اس برگزار شد. این مراسم توسط جین لینچ میزبانی شدو نامزدی‌ها در ۳ نوامبر ۲۰۱۵ معرفی شدند.